# Eduard von Haerdtl
Eduard von Haerdtl, född 10 juni 1861 i Penzing vid Wien, död 20 mars 1897, var en österrikisk friherre och astronom.
Haertl räknas till Theodor von Oppolzers mest framstående lärjungar samt blev 1888 privatdocent och 1892 professor vid universitetet i Innsbruck. Han författade arbeten över Winneckes komets rörelse, bland annat Die Bahn des periodischen Cometen Winnecke in den Jahren 1858–86 nebst einer neuen Bestimmung der Jupitermasse (två delar, 1888, 1889). Av hans övriga arbeten kan framhållas Astronomische Beiträge zur assyrischen Chronologie (1885) samt Skizzen zu einem speciellen Fall des Problems der drei Körper (1891), det senare prisbelönt av Videnskabernes Selskab i Köpenhamn.